# Немарлук
Немарлук (предположительно 1911 год — предположительно август 1940 года) — австралийский абориген, воин и убийца, который жил около современного Дарвина в австралийской Северной территории в первой половине XX века. Он упорно боролся против белых и японских «вторженцев», которые без спроса вступали на земли людей его племени, убивая практически каждого из них.
Сообщается, что его рост составлял 6 футов 2 дюйма (188 см). Он возглавлял группу Чул-а-Мар, «Банду красных убийц». Людей, которые были рядом с ним и были самыми верными ему, звали Минмара, Манки, Манге и Лин. Местные жители, которые знали его, описывали его в это время как «правильного бойца и смешного человека». Во время битвы Немарлук и все его люди всегда были окрашены в красный цвет. Немарлук и его последователи жили и действовали в основном на равнинах Моли и в устье Порт-Китс, в настоящее время Вадей.
Одним из самых известных инцидентов, связанных с Немарлуком и его людьми, было убийство японского экипажа люгера Оида на пляже Инджин, недалеко от Порт-Китса, в 1933 году. В 1930-х годах он был заключён в тюрьму города Дарвина Фанни-Бэй. Вскоре он сумел бежать оттуда и проделал часть пути своего побега вплавь через Дарвин-Харбор до (тогда) удалённого полуострова Кокс. Это было самое впечатляющее его достижение, поскольку путь через гавань составлял не менее 8 километров с очень сильными приливами, так что плавание было настоящим подвигом, не говоря уже о том, что можно встретить крокодила на своём пути.
Популярный беллетрист 1950-х годов Ион Идресс писал о трёх последних годах его жизни и его бое с работавшим на полицию следопытом Буль-Булем, привезённым в Северную территорию в последней отчаянной попытке положить конец сопротивлению Немарлука.
В какой-то момент, вероятно, около 1940 года, Немарлук заболел пневмонией и был доставлен в город в больницу. Некоторые говорят, что он скончался в больнице, другие — что он пришел в себя и получил свободу в ходе всеобщей амнистии, объявленной после бомбардировки Дарвина.
Немарлук является персонажем австралийского фольклора, в том числе современного, а его оценки крайне неоднозначны: одни называют его преступником, другие — последним австралийским аборигеном, с оружием в руках боровшимся против белых.